# Walter Gordon (físico)
Walter Gordon (Apolda, 13 de agosto de 1893 — Estocolmo, 24 de dezembro de 1939) foi um físico teórico alemão.
É conhecido sobretudo por, em colaboração com Oskar Klein, ter proposto a equação de Klein-Gordon que descreve o movimento de partículas escalares subatómicas como o pião. Esta foi a primeira equação a combinar a teoria quântica e a relatividade restrita.